# Ljubo Vukić
Ljubo Vukić, hrvaški rokometaš, * 3. avgust 1982, Split.
Leta 2008 je na poletnih olimpijskih igrah v Pekingu v sestavi hrvaške reprezentance osvojil 4. mesto.